# Dunston, Staffordshire
Dunston är en ort och civil parish i Storbritannien.   Den ligger i grevskapet Staffordshire och riksdelen England, i den södra delen av landet, 190 km nordväst om huvudstaden London. Dunston ligger 83 meter över havet och antalet invånare är 250.
Terrängen runt Dunston är platt. Runt Dunston är det tätbefolkat, med 257 invånare per kvadratkilometer. Närmaste större samhälle är Wolverhampton, 18,3 km söder om Dunston. Trakten runt Dunston består till största delen av jordbruksmark.